# Albert Neudel
Albert Neudel (Augsburg, 27 november 1867 – Lindau, 3 juni 1942) was een Duits componist en dirigent. Hij is de zoon van de componist en militaire kapelmeester Carl Neudel.

## Levensloop
Neudel werd in een muzikale familie geboren. Hij heeft afgestudeerd als "Musikmeister" en werd dirigent van de Militaire muziekkapel van het Infanterie-Regiment nr. 20 in Lindau (Beieren). Dit orkest leverde een belangrijke bijdrage tot het muziekleven in de stad en de hele regio. In deze functie bleef hij tot 1918, na het einde van de Eerste Wereldoorlog. Vervolgens vertrok hij naar Rorschach en was daar stedelijk muziekdirecteur en dirigent van de "Stadtmusik Rorschach". 

## Composities

### Werken voor orkest
- 1891 Oberst Völk, mars
- 1891 Rienzi-Marsch naar motieven uit de opera "Rienzi" van Richard Wagner
- 1893 Glück auf, mars
- 1897 Erzherzogin Anna (Maria) von Toscana (Aartshertogin Anna Maria van Oostenrijk Toscane 1879-1961), mars
- 1899 Hoch Wittelsbach, feestmars
- 1901 Oberst Graf von Spreti, mars
- 1901 Oberst von Weech, jubileummars
- 1903 Casino-Marsch, voor strijkorkest
- 1903 Frühlingsgruß, mars
- 1905 Hoch Prinz Franz, feestmars
- 1906 Die Graziöse, Rheinländer
- 1912 Mars, voor strijkorkest
- 1922 Lindavia, mars
- 1933 Gruß an Rorschach, mars
- 1939 Im Siegesflug, mars
- 1939 Blumengruß, voor trompet solo en orkest
- Allegro moderato
- Augusten, polka française
- Bodenseewellen, wals
- Hoch die 20er, mars
- Twee marsen, voor orkest

### Werken voor harmonieorkest
- 1894 Souvenir de Leipzig, mars
- 1897 Erzherzogin Anna (Maria) von Toscana (Aartshertogin Anna Maria van Oostenrijk Toscane 1879-1961), mars
- 1903/1921/1924 Die Jagd, galop
- 1916 Erinnerung an Brebières, mazurka
- 1916 Marsch
- 1918 Trauerklänge - Auf das Grab gefallener Helden, treurmars
- 1939 Andante religioso
- Huldigungsfestmarsch
- Kameradentreue, mars
- Louisenmazurka
- Oberst von Reck - Erinnerung an Asservillers-Fay, mars
- Ritter von Bram, mars

### Kamermuziek
- 1902 Vielliebchen Idylle, voor strijkkwintet
- Ständchen, voor kornet, 2 hoorns en 2 trombones
- Vielliebchen Idylle, voor vier klarinetten, baritonsaxofoon en hoorn

### Werken voor piano
- Bayerischer Praesentier Marsch
- Oberst Graf von Spreti, mars
- Oberst von Reck, mars
- Twee marsen